# Bakos Lajos
Bakos Lajos (Kisbér, 1905. december 27. – Balatonfüred, 1979. április 26.) a Dunántúli Református Egyházkerület püspöke 1964-től haláláig, tanár.

## Életútja
Az elemi iskolát szülőfalujában, a gimnáziumot és a teológiát Pápán végezte, majd 1930–1932-ben külföldi egyetemeken (Utrecht, Halle, Wittenberg) tanult. 1929-ben és 1930-ban lelkészképző vizsgát tett, 1933-ban Veszprémben szentelték pappá. 1932-től Balatonarácson, 1964 után Veszprémben lelkipásztor. 1943-ban Debrecenben a teológia doktora fokozatot kapott. Az 1949–1951-es években a pápai akadémián tanított. A Dunántúli Református Egyházkerület 1963-ban főjegyzővé, 1964-ben püspökké választotta. 1970 és 1975 között a Budapesti Református Teológiai Akadémián dogmatikát tanított.
Cikkei és tanulmányai egyházi lapokban jelentek meg.
Kitüntetései: Magyar Népköztársaság Zászlórendje; Munkaérdemrend; Veszprém Megyéért Érdemérem arany fokozata; Népfront munka és Békemozgalom jelvénye. Veszprémben a Vámosi úti temetőben nyugszik.

## Művei
Jer, lássuk az Úr Keresztjét. Bf., 1934. 
A Szentírás ihletettsége. 1. köt. Pápa, 1943. 
Hitünk igazságai. Vp., 1972. 
Református konfirmáció könyv. (Tsz.) Bp., 1981.